# Convenzione di Nicosia
La convenzione di Nicosia è un trattato internazionale a sottoscrizione aperta a partire dal 19/05/2017 a Nicosia, a Cipro.
La convenzione è incentrata sui reati in materia di beni culturali mira a prevenire e contrastare il traffico illecito e la distruzione di beni culturali, nell'ambito dell'azione dell'Organizzazione nella lotta al terrorismo e alla criminalità organizzata.
Aperta alla firma di qualsiasi Paese del mondo interessato, l'obiettivo è la promozione e la cooperazione internazionale per combattere questi crimini, che stanno distruggendo il patrimonio culturale mondiale.
La Convenzione, che sarà l'unico trattato internazionale che si occuperà specificamente della criminalizzazione del traffico illecito di beni culturali, stabilisce una serie di reati, compreso il furto; scavo, importazione ed esportazione illegali; e l'acquisizione e l'immissione sul mercato illegali. Inoltre, criminalizza la falsificazione di documenti e la distruzione o il danneggiamento di beni culturali se commessi intenzionalmente.

## Soggetti[2]
| Soggetto   | Data firma | Data ratifica | Data ingresso | Note |
| ---------- | ---------- | ------------- | ------------- | ---- |
| Armenia    | 19/05/2017 |               |               |      |
| Cipro      | 19/05/2017 | 07/12/2017    | 01/04/2022    |      |
| Grecia     | 19/05/2017 | 02/03/2021    | 01/04/2022    |      |
| Ungheria   | 05/10/2021 | 02/12/2021    | 01/04/2022    |      |
| Italia     | 24/10/2017 | 12/01/2022    | 01/04/2022    |      |
| Lettonia   | 22/02/2018 | 30/04/2021    | 01/04/2022    |      |
| Messico    | 19/05/2017 | 06/09/2018    | 01/04/2022    |      |
| Montenegro | 08/04/2019 |               |               |      |
| Portogallo | 19/05/2017 |               |               |      |
| Russia     | 08/11/2018 |               |               |      |
| San Marino | 19/05/2017 |               |               |      |
| Slovenia   | 04/07/2017 |               |               |      |
| Ucraina    | 11/09/2017 |               |               |      |